# József Madaras
József Madaras (ur. 16 sierpnia 1937 w Rigmány, Rumunia, zm. 24 kwietnia 2007 w Máriahalom) – węgierski aktor telewizyjny i filmowy, reżyser i pisarz.

## Filmografia
- Kobieta na wczasach (1992)
- A védelemé a szó (1988)
- Szörnyek évadja (1986)
- Gondviselés (1986)
- Serce tyrana, czyli Boccaccio na Węgrzech (1981)
- 80 huszár (1978)
- A ménesgazda (1978)
- A csillagszemű (1977)
- Niczyja córka (1976)
- Pókfoci (1976)
- Kántor (1976)
- A járvány (1975)
- Tornyot választok (1975)
- Elektra, moja miłość (1974)
- A dunai hajós (1974)
- Hajdúk (1974)
- Szikrázó lányok (1974)
- Áruló (1974)
- A Müller család halála (1972)
- Plusz-mínusz egy nap (1972)
- Fekete macska (1972)
- Aranyliba (1972)
- Egy óra múlva itt vagyok (1971)
- Égi bárány (1971)
- Pacyfistka (1970)
- Horizont (1970)
- Az oroszlán ugrani készül (1969)
- Sirokkó (1969)
- Bors (1968)
- Fényes szelek (1968)
- Cisza i krzyk (1968)
- Gwiazdy na czapkach (1967)
- Princ, a katona (1966)
- Sikátor (1966)
- Othello Gyulaházán (1966)
- Így jöttem (1964)
- Bálvány (1963)
- Legenda a vonaton (1962)
- Pesti háztetők (1961)
- A harangok Rómába mentek (1958)